# Spoorlijn 136 (België)
Spoorlijn 136 was een Belgische spoorlijn van Walcourt via Saint-Lambert naar Florennes. De lijn was 14,5 km lang.

## Geschiedenis
De lijn takte in Rossignol af van spoorlijn 135 die via Morialmé naar Pavillons liep. Het baanvak van Rossignol naar Florennes-Zuid is geopend in 1853-1854. In 1877 werd de lijn verlengd naar Walcourt parallel aan spoorlijn 135. In 1910 kwam er in Florennes een verbinding naar een nieuw hoofdstation Florennes-Centraal waardoor de diverse lijnen in Florennes met elkaar verbonden werden. De lijn is aangelegd op enkelspoor. Het baanvak Hemptinne - Florennes-Centraal was van 1911 tot 1959 in praktijk dubbelsporig door de parallelle spoorlijn 136A. Het personenvervoer is beëindigd op 9 juli 1962. Het baanvak Saint-Lambert - Florennes-Centraal bleef in dienst voor goederenverkeer tot 2 januari 1984 en werd opgebroken in 1988.
In oktober 2020 werd de lijn samen met de rest van het station Charleroi-Centraal van het Europese beveiligingssysteem ETCS niveau 1 voorzien. Wat maakte dat op dat moment 30% van het Belgische spoorwegnet voorzien was van ETCS.

## Huidige toestand
Door het omleggen van lijn 132 is er op het baanvak Rossignol - Saint-Lambert sinds 31 augustus 1970 weer personenverkeer, met een halte te Yves-Gomezée.
Op 10 juli 2017 werd er een overeenkomst getekend om de lijn te herbouwen tussen Hemptine en de aansluiting met lijn 132. Dit om een nieuw aan te leggen kalksteengroeve in Hemptine per spoor bereikbaar te maken.

## Aansluitingen
In de volgende plaatsen was er een aansluiting op de volgende spoorlijnen:
Walcourt
Spoorlijn 132 tussen La Sambre en Treignes
Spoorlijn 135 tussen Walcourt en Pavillons
Rossignol
Spoorlijn 135 tussen Walcourt en Pavillons
Y Froidmont
Spoorlijn 136A tussen Senzeille en Ermeton-sur-Biert
Florennes-Centraal
Spoorlijn 136A tussen Senzeille en Ermeton-sur-Biert
Spoorlijn 138A tussen Florennes-Centraal en Doische